# Amots Dafni
Amots Dafni (30 de abril de 1944, Tel Aviv) es un botánico israelí.
El Dr. Profesor Dafni es investigador en el "Laboratorio de Ecología y Polinización, Instituto de Evolución", 
En la Universidad Hebrea de Jerusalén obtuvo en 1967 su B.Sc. en Biología, en 1969 el Certificado de Profesor, en 1970 su M.Sc. en Botánica, y de 1971 a 1975 realiza estudios de doctorado, defendiendo la tesis : "Comparative Biology of Prosopis farcta populations from different habitats in Israel", con las supervisiones de los Profs. C.C. Heyn y M. Negbi.

## Editor
- 2002: miembro del Comité editorial de Plant Systematics & Evolution
- 2002: miembro del Comité editorial de Apidologie

## Algunas publicaciones

### Libros
- Dafni, A. 1992. Pollination Ecology: The Practical Approach. Oxford University Press
- Dafni, A; M Hesse; E Pacini. 2002. Editores. Pollen & Pollination. Springer, Heidelberg & Berlín. (ed. especial de Plant Systematics & Evolution)
- Dafni, A. 2003. The Botany of the Modern Hebrew Poetry. Ach, Haifa. En hebreo
- Dafni, A; PG Kevan. 2003. Editores). Field Methods in Pollination Ecology. Ecoquest, Cambridge, Canadá

### Artículos con referato
- Heyn, CC; A Dafni. 1971. Studies in the genus Gagea. (Liliaceae) specie in Israel and neighbouring áreas. I. The Platyspermous species. Israel Journal of Botany 20:214-233
- Werker, E; A Dafni; M Negbi. 1973. Variability in Prosopis farcta. (Banks et sol.) Macbride in Israel: anatomical features of the seed. Botanical Journal the Linnean Society 66:223-232
- Dafni, A; M Agami. 1976. Extinct plants of Israel. Biological Conservation 10:49-52
- Heyn, CC; A Dafni. 1977. Studies in the genus Gagea (Liliaceae) in Israel and neighbouring áreas. II. The non-platyspermous species. Israel Journal of Botany 26:11-22
- Ivri, Y; A Dafni. 1977. Pollination ecology of Epipactis consimilis Don in Israel. New Phytologist 79:173-177
- Dafni, A; M Negbi. 1978. Variability in Prosopis farcta (Banks et Sol.) Macbride in Israel: Germination in different regimes of temperature and salinity. Israel Journal of Botany 27:147-159
- Dafni, A; Y Ivri. 1979. Pollination ecology of and hybridization between Orchis coriophora L. and O. collina. Sol. ex. Russ (Orchidaceae) in Israel. New Phytologist 83:181-187
- Dafni, A. 1979. Orchids of Israel: notes on distribution, local variation and ecology. Mitteilungsblat Beitrage zur Erhaltung und Erforschung Heimischer Orchideen 11:206-222
- Baumann, H; A. Dafni. 1979. Orchis isrealitica. Spec. Nov, -eine neue endemische Art aus Israel. Mitteilungsblat Beitrage zur Erhaltung und Erforschung Heimischer Orchideen 11:249-282
- Dafni, A; M Negbi. 1980. Variability in Prosopis farcta (Banks et Sol.) Mcbride in Israel: Fertility and seed production. Oecologia Plantarum15: 335-344
- Dafni, A; A Shmida; M Avishai. 1981. Leafless autumnal flowering geophytes in the Mediterranean region; Phytogeographical, ecological and evolutionary aspects. Plant Systematic & Evolution 137:181-193
- Daphne, A; D Heller. 1981. The threat posed by alien weeds in Israel. Weed Research 20: 277-283
- Dafni. A. 1981. Pollination ecology of Cephalanthera longifolia (L.) Fritch, in Israel. Plant Systematics and Evolution 137:229-240
- Dafni, A; Y Ivri, 1981. Floral mimicry between Orchis isrealitica Baumann and Dafni (Orchidaceae) and Bellevalia flexuosa Boiss. (Liliaceae). Oecologia 49: 229-232
- Dafni, A; Y Ivri; NBM Brantjes. 1981. Pollination ecology of Serapias vomeracea Briq. in Israel. Acta Botanica Neerlandica 30:69-73
- Baumann, H; A Dafni. 1981. Differenzierung und Arealform des Ophrys omegaifera - Komplexes im Mittelmeergebiet. Beihefte zu den Veroffentlichungen fur Naturschutz und Landschaftspflege in Baden - Wurttemberg. 19:129-153
- Baumann, H; A Dafni. 1981. Orchis dinsmorei (R. Schlechter) comb. et. stat. nov. eine eigenstrandige Art aus dem Orchis laxiflora Komplex. Mitteilungsblat Beitrage zur Erhaltung und Erforschung Heimischer Orchideen 311-336
- Dafni, A; D Cohen; I Noy-Meir. 1982. Life cycle variation in geophytes. Ann.Missouri Botanical Garden 68:652-660
- Dafni, A; D Heller, 1982. Adventive flora of Israel - phytogeographical, ecological and agricultural aspects. Plant Systematics & Evolution 140:1-18
- Dafni, A; H Baumann. 1982. Biometrical analysis of populations of Orchis israelitica, O. caspia and their hybrids (Orchidaceae). Plant Systematics & Evolution 140:87-94
- Bino, R; A Dafni; ADJ Meeuse. 1982. Pollination ecology of Orchis galilaea (Bornm. et Schultze) Schlecht. (Orchidaceae) in Israel. New Phytologist 90:315-319
- Dafni, A; Werker, E. 1982. Pollination ecology of Sternbergia clusiana (Ker-Gawler) Spreng. (Amaryllidaceae). New Phytologist 91:571-577
- Dafni, A. 1983. Pollination of Orchis caspia - a nectarless plant which deceives the pollinators of nectariferrous species from other plant families. Journal of Ecology 71:467-474
- Dafni, A. 1984. Deception, mimicry and parasitism in pollination. Annual Review of Ecology and Systematics 15:159-278
- Bino, R.J; A Dafni; ADJ Meeuse. 1984. Entomophily in the dioecious gymnosperm Ephedra aphylla Forssk. (= E. alta C.A. Mey), with notes on E. campylopoda Mey. I. Aspects of the entomophilous syndromes. Proc. Kon. Akad. Wetensch. 87:1-13
- Dafni, A; Z Yaniv; D Palevich. 1984. Enhnobotanical survey of medicinal plants of northern Israel. Journal of Ethnopharmacology 10:295-310
- Joel, DM; BE Juniper; A Dafni. 1986. Ultraviolet patterns in the traps of carnivorous plants. New Phytologist 101:585-593
- Palevich, D; Z Yaniv; A Dafni; J Friedman. 1986. Medicinal plants of Israel: An ethnobotanical survey. Herbs, Spices and Medicinal Plants, 1:281-345
- Dafni, A; SRJ Woodell. 1986. Stigmatic exudate and the pollination of Dactylorhiza fuchsii (Druce) Soo. Flora 178:343-350
- Eisikowitch, D; Y Ivri; A Dafni. 1986. Reward partitioning in Capparis species along ecological gradient. Oecologia 71: 47-50
- Friedman, J; Z Yaniv; A Dafni; D Palevich. 1986. A preliminary classification of the healing potential of medicinal plants, based on a rational analysis of an ethnopharmacological field survey, among Bedouins in the Negev desert of Israel. Journal of Ethnopharmacology 16:275-187
- Dafni, A; R Dukas. 1987. Wind and insect pollination in Urginea maritima (L.) Bak. (Liliaceae). Plant Systematics and Evolution 152:1-10
- Burns-Balogh, P; DL Szlachetko; A Dafni. 1987. Evolution, pollination, and systematics of the tribe Neottieae (Orchidaceae). Plant Systematics & Evolution 156:91-115
- Dafni, A; D Eisikowitch; Y Ivri. 1987. Nectar flow and pollinators behaviour in two co-occuring species of Capparis in Israel. Plant Systematics & Evolution 157:181-187
- Yaniv, Z; A Dafni; D Palevich; J Friedman. 1987. Plants used for the treatment of diabetes in Israel. Journal of Ethnopharmacology 19:145-151
- Dafni, A; DM Calder. 1987. Pollination by deceit and floral mimesis in Thelymitra antennifera (Orchidaceae). Plant Systematics & Evolution 158:11-22
- Dafni, A; Y Talmon; Y Gertmann. 1987. Annotated list of the Israeli Orchids. Israel Journal of Botany 36:145-157
- Eisikowitch, D; A Dafni. 1987. The use and abuse of introduced honey plants. Bee World 65: 12-14
- Shmida, A; A Dafni. 1989. Blooming strategies, flower size and advertisement in the "Lily Group" geophytes of Israel. Herbertia 45: 111-123
- Dafni, A; B Bernhardt. 1989. Pollination of terrestrial orchids of Australia and the Mediterranean: systematical, ecological and evolutionary implications. Evolutionary Biology 24:193-252
- Beker, R; A Dafni; D Eisikowitch; U Ravid. 1990. Volatiles of two chemotypes of Majorana syriaca L. (Labiatae) as olfactory cues for the honey bee. Oecologia 79:446-451
- Dafni, A; P Bernhardt; A Shmida; Y Ivri; S Greenbaum; Ch O'Toole; L Losito. 1990. Red bowel-shaped flowers: Convergence for beetle pollination in the Mediterranean region. Israel J.Botany 39:81-92
- Dukas, R; A Dafni. 1990. Buzz - Pollination in three nectariferous Boraginaceae and possible evolution of buzz-pollinated flowers. Plant Systematics & Evolution 169:65-68
- Dafni, A. 1990. Advertisement, flower longevity, reward and nectar protection in Labiatae. Acta Horticulturae 288:340-346
- Schuster, A; I Noy-Meir; CC Heyn; A Dafni. 1993. Pollination- dependent female reproductive success in a self-compatible outcrosser Asphodelus aestivus Brot. New Phytologist 123:165-174
- Arroyo, J; A Dafni. 1993. Interspecific pollen transfer among co-occuring heteromorphic and homomorphic species. Israel J.Botany 741:225-232
- Dafni, A. 1994. Note on side advertisement in flowers. Functional Ecology 8:136-138
- Dafni, A; Z Yaniv. 1994. Solanaceae as medicinal plants in Israel. Journal of Ethnopharmacology 44:11-18
- Dafni, A; PG Kevan. 1994. An hypothesis on complementary amino acids in nectar. Evolutionary Theory 10:259-260
- Dafni, A; PG Kevan. 1995. Hypothesis on adaptive features of the compound eye of bees: flower-specific specializations. Evolutionary Ecology 9:236-241
- Arroyo, J; A Dafni. 1995. Variation in hábitat, season, reward and pollinators in dimorphic populations of Narcissus tazzeta in Israel. New Phytologist 129:135-145
- Dafni, A. 1996. Autumnal and winter adaptations under Mediterranean conditions. Bocconea 5:171-181
- Dafni, A; PG Kevan. 1996. Floral symmetry and nectar guides, ontogenetic constraints from floral development, colour pattern, rules and functional significance. Botanical Journal of The Linnean Society 120:371-377
- Dafni, A; M Lehrer; PG Kevan. 1997. Spatial flower parameter and insect spatial vision. Biological Review (Cambridge). 27:239-282
- Dafni, A; P Neal. 1997. Size and shape in floral advertisement: measurement, concepts and implications. Acta Horticulturae 437:121-140
- Dafni, A. 1997. The response of Amphicoma ssp. (Coleoptera; Glaphyridae) beetles to red models differing in area, shape and symmetry. Israel Journal of Plant Sciences 45:247-254
- Dafni, A; PG Kevan. 1997. Flower size and shape: implication in pollination. Israel Journal of Plant Sciences 45:201-212
- Johnson, SD; A Dafni. 1998. Responses of bee-flies to the shape and pattern of model flowers: implication for floral evolution in Linum pubescens (Linaceae). Functional Ecology 12:289-297
- Neal, P; A Dafni; M Giurfa. 1998. Floral symmetry and its role in plant-pollinator systems: terminology, distribution and hypotheses. Annual Review of Ecology & Systematics 29:345-373
- Dafni, A; MM Maues. 1998. A rapid and simple procedure to determine stigma receptivity. Sexual Plant Reproduction 11:177-180
- Dafni, A. 1998. The threat of Bombus terretris thread. Bee World 79: 113-114
- Ne’eman, G; A Dafni; S Potts. 1999. A new pollination probability index (PPI) for pollen load analysis as a measure for pollination effectiveness of bees. Journal of Apicultural Research 38:19-23
- Nevo, E; O Fragman; A Dafni; A Beiles. 1999. Biodiversity and interslope divergence of vascular plants caused by microclimatic differences at “Evolution Canyon”, Lower Nahal Oren, Mt. Carmel, Israel. Israel Journal of Plant Sciences 47:49-60
- Giurfa, M., A. Dafni and P. Neal. 1999. Floral symmetry and its role in plant-pollintor systems. International Journal of Plant Sciences. 160 (6 supl.): 41-50.
- Ne'eman, G; A Dafni. 1999. Fire, bees and seed production in a Mediterranean key species Salvia fruticosa (Labiatae). Israel Journal of Plant Sciences 47: 157-163
- Ne'eman, O; A Dafni. 2000. The effect of fire on flower visitation and fruit set in four case-species in East-Mediterranean scrubland. Plant Ecology. 146: 97-104
- Potts, S; A Dafni. 2000. Biodiversity in Mediterranean maquis: the effect of fire on bee diversity and the availability of floral resources and nesting substrates. Ecological Entomology
- Rodríguez-Riano, T; A Dafni. 2000. A new procedure to asses pollen viability. Sexual Plant Reproduction. 12: 241-244
- Dafni, A; D Firmage. 2000. Pollen viability and longevity: practical, ecological and evolutionary implications. En: Pollen and Pollination (Eds. A. Dafni, M. Hesse and E. Pacini). pp.113-132. Springer
- Widmer, A; S Cozzolino; G Pellegrino; M Soliva; A Dafni. 2000. Molecular analysis of orchid pollinaria and pollinaria-remains found on insects. Molecular Ecology 9:1911-1914
- Bernhardt, P; A Dafni. 1999. Breeding system andpollination biology of Mandragora officinarum L. (Solanaceae) in Northern Israel. Det Norske Videnskaps-Akademi. I. Matematisk-Naturvidenskapelige Klasse. Avhandlinger. Ny Serie , XX: 1-10
- Firmage, D; A Dafni. 2001. Field tests for pollen viability: a copparative approach. Acta Horticulturae 561:87-94
- Potts, SG; PG Willmer; A Dafni; G Ne’eman. 2001. The utility of fundamental ecological research of plant-pollinator interactions as the basis for the landscape management practices. Acta Horticulturae 561:141-152
- Cozzolino, S; S Aceto; P Caputo; A Widmer; A Dafni. 2001. Speciation processes in Eastern Mediterranean Orchis s.l. species : Molecular evidence and the role of pollination biology. Israel Journal of Plant Sciences 49:91-103
- Potts , G P; A Dafni; G Neeman. 2001. Pollination of core flowering shrub species in Mediterranean phrygana: variation in pollinator diversity , abundance and effectiveness in response to fire. Oikos 92:71-80
- Lev-Yadun , S; A Dafni; M Inbar; I Itzhaki; G Neeman. 2002. Colour pattern in vegetative parts of plants deserve more research attention. Trends in Plant Sciences 7:59-60
- Franchi, GG; M Nepi; A Dafni; E Pacini. 2002. Partially hydrated pollen: Taxonomic distribution, Ecological and evolutionary significance. Plant Systematics & Evolution 234:211-228
- Huang, S-Q; Y Takahashi; A Dafni. 2002. Why does the flowers stalk of Pulsatilla cernua (Ranunculaceae) bend during anthesis. American Journal of Botany 89:1599-1603
- Dafni. A; A Shmida. 2003. Andromonoecy in Colchicum steveni (Liliaceae) frequency, phenology and reserve allocation. Israel J.Plant Sciences
- Potts, SG; B Vullinamy; A Dafni; PG Willmer. 2003. Linking bees and flowers: how do floral communities structure pollinator communities? Ecology
- Dafni, A; E Lev. 2003. The doctrine of signatures in present-day Israel. Economic Botany
- Dafni. A. 2003. Why rags are tied to Sacred trees in Israel? . Economic Botany
- Potts, SG; B Vulliamy; A Dafni; Ch O'Ttoole; S Roberts; PG Willmer. 2002. Response of plant-pollinator communities following

fire: changes in diversity, abundance and reward structure . Oikos

### Artículos o Capítulos en libros que no son "Conference Proceedings"
- Dafni, A. 1987. The evolution from reward to deception in the Orchis and the related genera. pp. 79-104. En: Orchid Biology III, J. Arditti (ed.), Cornell University Press.
- Dafni, A; D Heller. 1990. Invasions of adventive plants in Israel. En: Biological Invasions in Europe and the Mediterranean Basin, E. de Castri, A.J. Hansen and M. Debussche (eds.). pp. 135-160. Junk. Holanda
- Dafni, A. 1986. Floral mimicry - mutualism and unidirectional exploitation of insects by plants, pp. 81-90. En: The Plant Surface and Insects. Southwood, T.R.F. & B.E. Juniper, (eds.), Arnold, Londres
- Dafni, A; M Giurfa. 1999. The functional ecology of nectar guides in relation to insect behaviour and vision. In: Evolutionary Theory and Processes - Modern Perspectives. Ed. S. Wasser, Kluwer, pp 363-383
- Cozzolino, S; A Widmer; A Dafni. 2000. Pollination of subtribe Habenariinae. En: Genera Orchidacearum, v. 2.ª Ed. G. Pridgeon. Kew, Londres
- Widmer, A; S Cozzolino; A Dafni. 2000. Pollination of subtribe Orchidinae. En: Genera Orchidacearum, v. 2.ª Ed. G. Pridgeon. Kew, Londres
- Dafni, A. 2003. Pollen and stigma biology. En; Dafni, A. & P.G. Kavan (Eds) Field Methods in Pollination Biology
- Dafni, A; P Neal. 2003 . Flowers size and shape En: Dafni, A. and P.G. Kevan (Eds.) Field Methods in Pollination Biology. Enviroquest, Cambridge, Ontario
- Ollerton, J; A Dafni. 2003 Functional floral morphology and phenology En: ibidem
- Dafni, A; M Nepi; E Pacini. 2003. Pollen and stigma biology. In: ibidem

- La abreviatura «Dafni» se emplea para indicar a Amots Dafni como autoridad en la descripción y clasificación científica de los vegetales.[1]